# Plaza Norte 2
Plaza Norte 2 est un centre commercial situé dans la commune de San Sebastián de los Reyes, à une vingtaine de kilomètres au nord de Madrid. 
S'étendant sur une superficie de 147 920 m2  (dont 51 557 m2  de surface utile brute locative), il regroupe près de 200 boutiques (mode, équipement du foyer, joaillerie, nouvelles technologies), 25 restaurants et établissements de restauration rapide et un cinéma multiplexe, le tout sur deux niveaux. 
Le réseau de galeries marchandes est structuré autour de grandes enseignes telles qu'un hypermarché Carrefour et des magasins spécialisés comme Ikéa et Media Markt. Le centre est équipé de 6800 places de parking, dont 2200 souterraines.

## Description
Surnommé « La coupole de Madrid » en raison de son architecture intégrant une coupole monumentale de 35 mètres de haut, le centre s'inspire pour son décor intérieur des compositions renaissances ou baroques, certains éléments trahissant une influence tirée de la Venise du XVIIe siècle (Lampadaires vénitiens, obélisques recouverts de lapis-lazuli, malachite, onyx et porphyre, plaques de marbre notamment). 
Cet ensemble inspiré des grandes galeries commerciales du passé est l'œuvre du cabinet d'architectes Chapman Taylor Partners de Londres.
Plaza Norte 2 accueille des boutiques de mode (Benetton, Celio, Promod, Billabong, H&M), des boutiques de cosmétiques (Yves Rocher, L'Occitane, Sephora), de nouvelles technologies et de téléphonie (Orange, Nokia), de sport (Nike) ainsi que des services (Soins de beauté, parapharmacie notamment). 
Plusieurs établissements de restauration sont également implantés dans le centre (McDonald's, Burger King, Döner Kebab).  
Le centre est géré par la SCCE (Sociedad de centros commerciales de España).